# 송영수
송영수(宋榮洙, 1930년 ~ 1970년)는 처음으로 한국에 철조를 도입한 대한민국의 조각가이다.
서울대학교 미술대학 조각과를 졸업하였고, 1953년에서 1956년까지 제2,3,4,5회 국전에서 특선되었다. 1963년에서 1967년까지 12,14,15,16회 국전에서 심사위원을 역임하였다. 서울대학교 미술대학 교수를 역임하였다.
1956년 철판들을 용접하여 만든 추상 작품을 시도한 「향(響)」이라는 작품을 만들었는데 쇳조각을 입체 구성하여 용접하거나 철판을 두드려 만든 형태를 용접하는 작업은 대한민국 조각계에서 처음 선보이는 새로운 시도였다.
주요 기념조각 작품으로 〈사명대사동상〉, 〈원효대사동상〉, <육군사관학교와 공군사관학교의 기념 조형물>, 경부고속도로준공기념탑> 등의 기념 조형물을 남겼다.